# بلدية باتاتايس
بلدية باتاتايس هي مدينة، وبلدية في البرازيل، تتبع ساو باولو، بلغ عدد سكانها 51٬112  نسمة، في 2000، تبلغ مساحتها 850٫718 كيلومتر مربع.

## الموقع
تشترك في الحدود مع:
- São José da Bela Vista [الإنجليزية]‏
- Brodowski, São Paulo [الإنجليزية]‏.

## أعلام
- خوسيه غيلهرمي بالدوكي
- أندرسون لويس دا سيلفا
- رينان غارسيا
- خوسيه دوس سانتوس لوبيز
- ألجيستو لورينزاتو